# Izabella Miko
Pour les articles homonymes, voir Miko.
Izabella Miko de son vrai nom Izabella Anna Mikołajczak est une actrice américano-polonaise, née le 21 janvier 1981 à Łódź (Pologne).
Elle est également engagée dans la promotion des idées et des comportements relatifs à la protection de l'environnement (dans le cadre du projet Ekomiko).

## Biographie
Fille des acteurs Grażyna Dylag et Aleksander Mikołajczak, Miko est née à Lodz, en Pologne. Enfant elle participe aux représentations de l'ensemble musical Fasolki (pl) formé en 1983 au sein de la Telewizja Polska, qu'on voit dans les émissions Fasola, Tik-Tak, Ciuchcia, Teleferie, Jedyneczka i Budzik. Elle grandit à Varsovie, où elle suit une formation pour être ballerine. Elle apparait à l'écran pour la première fois en 1988, dans le film musical pour enfants Monsieur Kleks dans l'espace de Krzysztof Gradowski (pl). Une chorégraphe américaine l'a invitée à étudier à New York grâce à une bourse, et elle s'y rendit avec sa mère pour son 15e anniversaire.
Son premier film américain est une comédie dramatique Coyote Girls sortie en 2000. Miko a été classé 48e sur les 100 femmes les plus belles du monde du mensuel masculin Maximal en 2001. Elle est apparue dans trois épisodes de Deadwood, et dans le vidéoclip Mr. Brightside du groupe The Killers en 2004.
En 2010, Miko est apparue dans le remake du Choc des Titans, jouant Athéna, mais les scènes avec son personnage sont absentes du montage final présenté au public. Elle tient également un rôle de soutien comme acrobate prénommée Raia dans la série télévisée The Cape. En 2012, lors du tournage des séquences du clip Miss Atomic Bomb (album Battle Born) du groupe The Killers se produit un accident, une lourde décoration s'effondre, fracturant le pied de l'actrice,. En 2012, elle incarne Alexa Brava dans le film musical Step Up All In.
En 2014, dans le téléfilm L'Engrenage de l'anorexie (Starving in Suburbia ou Thinspiration) elle tient le rôle de Butterfly Ana, une gourou diabolique qui entraine les adolescentes dans la spirale d'anorexie et leur enseigne comment duper leurs parents pour que ces derniers ne se rendent compte de rien,.
Miko retourne régulièrement en Pologne. En 2009, elle joue aux côtés de Mateusz Damięcki (pl) dans la comédie romantique Kochaj i tańcz sous la direction de Bruce Parramore, qui comporte plusieurs chorégraphies. Elle est présente en tant que membre du jury dans You Can Dance – Po prostu tańcz, l'équivalent de l'émission de télévision américaine Tu crois que tu sais danser, sur la chaîne de télévision TVN. En 2016, elle participe à la première édition d'Asia Express, une adaptation polonaise de l'émission Pékin Express, diffusée sur la chaîne TVN, avec Leszek Stanek comme partenaire, et se classe à la troisième place en finale. Elle se produit aussi au théâtre de Varsovie.
Miko soutient la politique écologiste et tient un blog pour parler de ses préoccupations actuelles.

## Filmographie

### Cinéma
- 1988 : Monsieur Kleks dans l'espace (Pan Kleks w kosmosie) de Krzysztof Gradowski (pl) : petite fille aux allumettes
- 1989 : Zakole de Włodzimierz Olszewski : Agnieszka
- 1991 : Niech zyje milosc de Ryszard Ber : fille de Kuba
- 1993 : Kuchnia polska (feuilleton TV) : Zuzia Szymanko
- 2000 : Coyote Girls (Coyote Ugly) : Cammie
- 2001 : Les Vampires du désert (The Forsaken) : Megan
- 2002 : Minimal Knowledge : Renee
- 2005 : Bye Bye Blackbird : Alice
- 2005 : The Shore : Kaliope
- 2006 : Park : Krysta
- 2007 : Save the Last Dance 2 : Sarah Johnson
- 2007 : The House of Usher : Jill Michaelson
- 2007 : Flakes de Michael Lehmann
- 2007 : Crashing de Gary Walkow
- 2007 : Waiting de Lisa Demaine (court métrage)[6]
- 2008 : Skip Tracer de Stephen Frears
- 2008 : Dark Streets de Rachel Samuels
- 2009 : Kochaj i tancz de Bruce Parramore
- 2010 : Double Identity (Fake Identity) de Dennis Dimster
- 2010 : Le Choc des titans : Athéna (absente dans le final cut)
- 2011 : Age of Heroes : Jensen
- 2013 : Love and dance : Anna
- 2014 : Sexy Dance 5: Live in Vegas : Alexa Brava
- 2014 : Make your move : Tatianna

### Télévision
- 1992 : Kuchnia polska : Zuzia Szymanko
- 2004 : Gramercy Park : Sophie Mansour
- 2005 : Deadwood (série télévisée) : Carrie  (saison 2, épisodes 4 à 6)
- 2008 : Skip Tracer : Ludmila
- 2011 : The Cape : Raia
- 2011 : Chaos : Greta (saison 1, épisode 11)
- 2011 : Love Bites : Audrey (saison 1, épisode 7)
- 2011 : New York, unité spéciale : Lena / Irene (saison 13, épisode 7)
- 2014 : Supernatural : Olivia (saison 10, épisode 6)
- 2014 : Anger Management : Mary Kathleen (saison 2, épisode 88)
- 2014 : Sensitive Men : Jenn
- 2014 : L'Engrenage de l'anorexie (Starving in Suburbia ou Thinspiration) (TV) : Teagan / ButterflyAna
- 2015 : Blue Bloods : Milena (saison 5, épisode 20)
- 2015 : Scorpion : Sonia Balasevic (saison 2, épisode 2)
- 2015 : Chicago Fire : Katya (saison 3, épisodes 20 à 23)
- 2017 : Very Bad Nanny : Yulia (saison 1, épisode 12)
- 2018 : Esprits criminels : Galina Kadlec (saison 14, épisode 3)
- 2019 : People Just Do Nothing : Aldona
- 2020 : Hunters : Helen Hirsh (saison 1, épisode 1)

### Clips
- 2000 : Can't Fight The Moonlight de LeAnn Rimes
- 2005 : Mr. Brightside des Killers
- 2012 : Miss Atomic Bomb (en) des Killers